# ژوونتینا ناپولئو
ژوونتینا ناپولئو (پرتغالی: Juventina Napoleão؛ زادهٔ ۲۲ دسامبر ۱۹۸۸) ورزشکار دو و میدانی زن در رشته دو استقامت اهل تیمور شرقی است که در بازی‌های المپیک تابستانی ۲۰۱۲ در رشته ماراتن به رقابت پرداخت و با زمان ۳:۰۵:۰۷ به خط پایان رسید..